# Burhinus capensis
Burhinus capensis là một loài chim trong họ Burhinidae.

## Hình ảnh

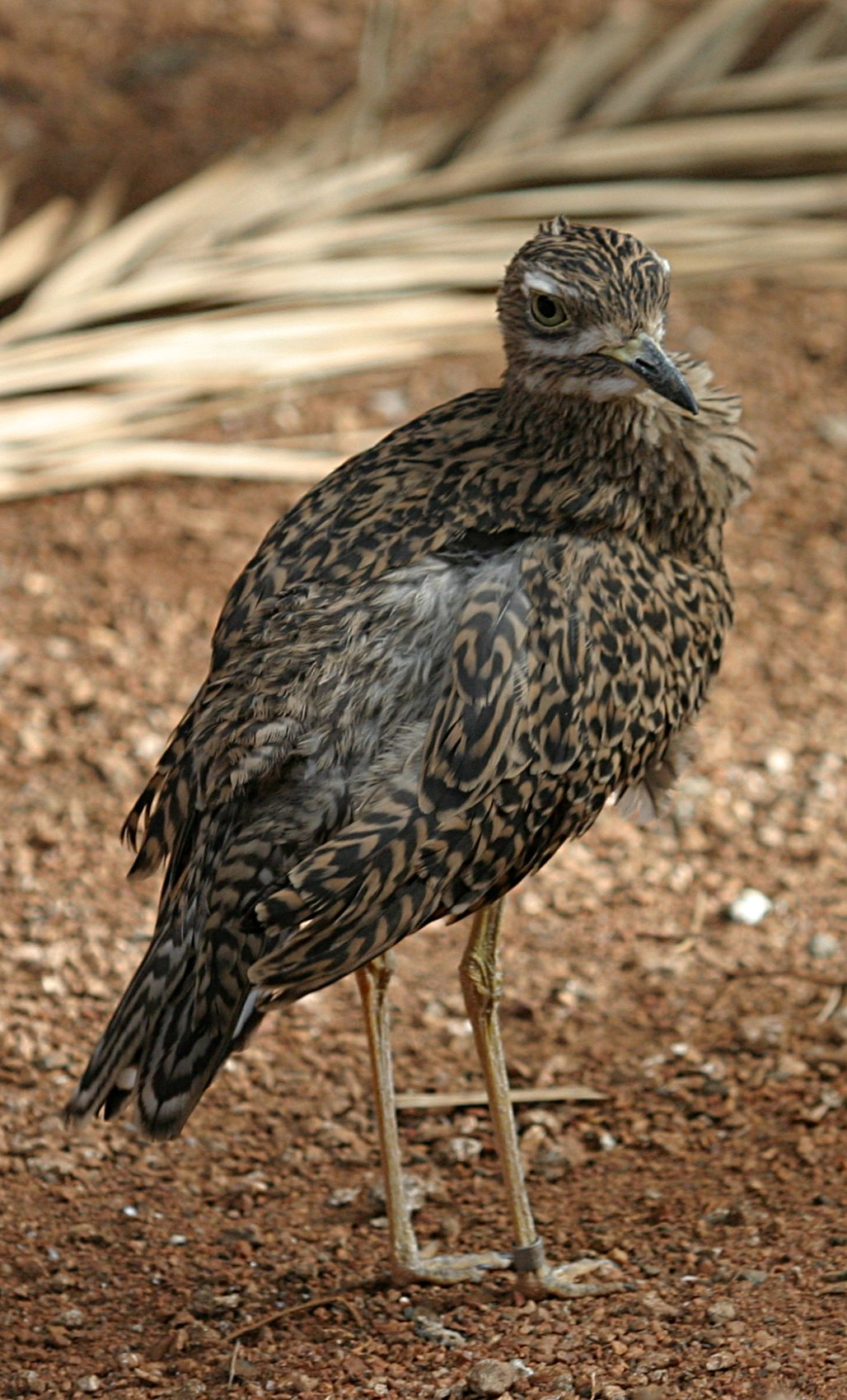
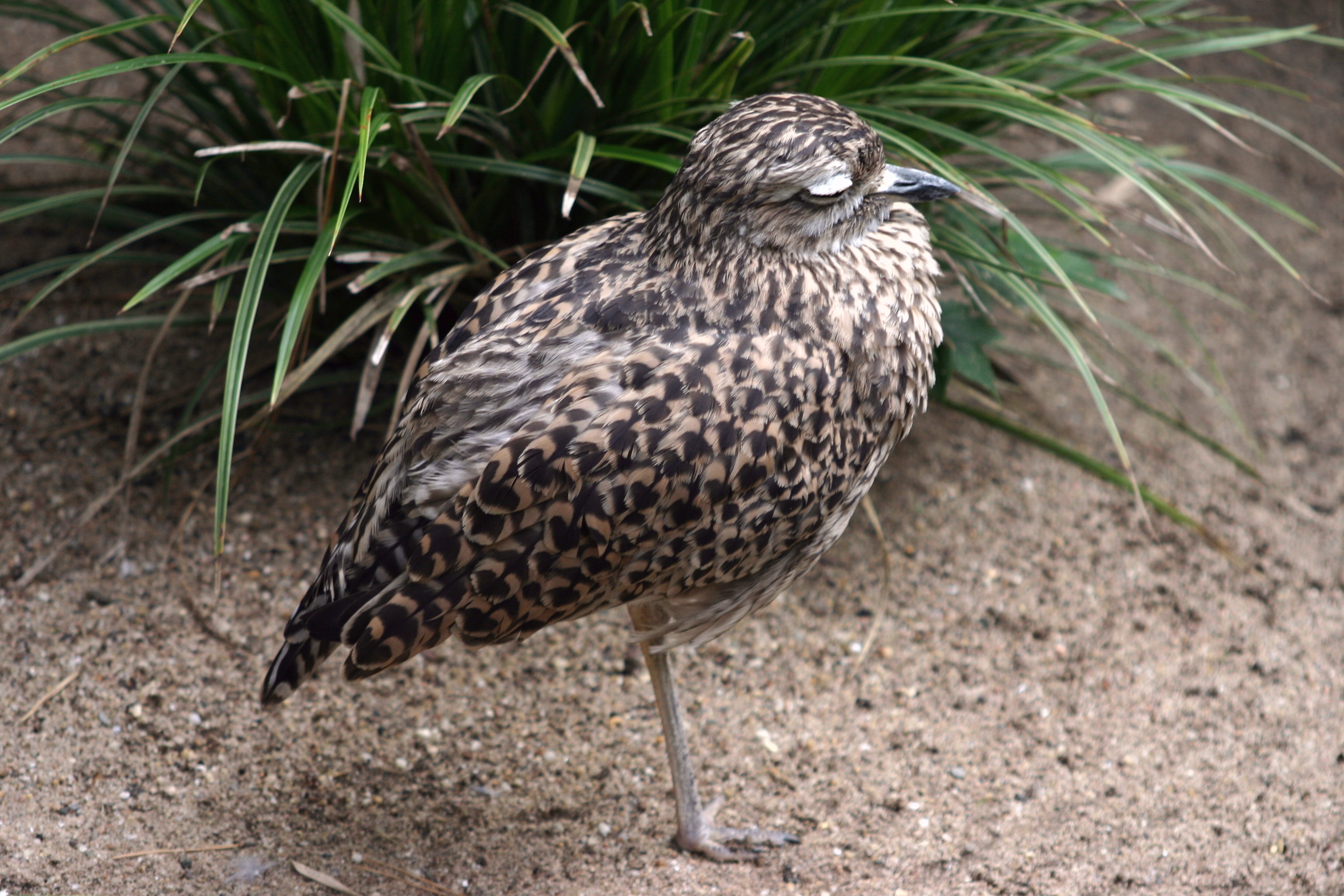
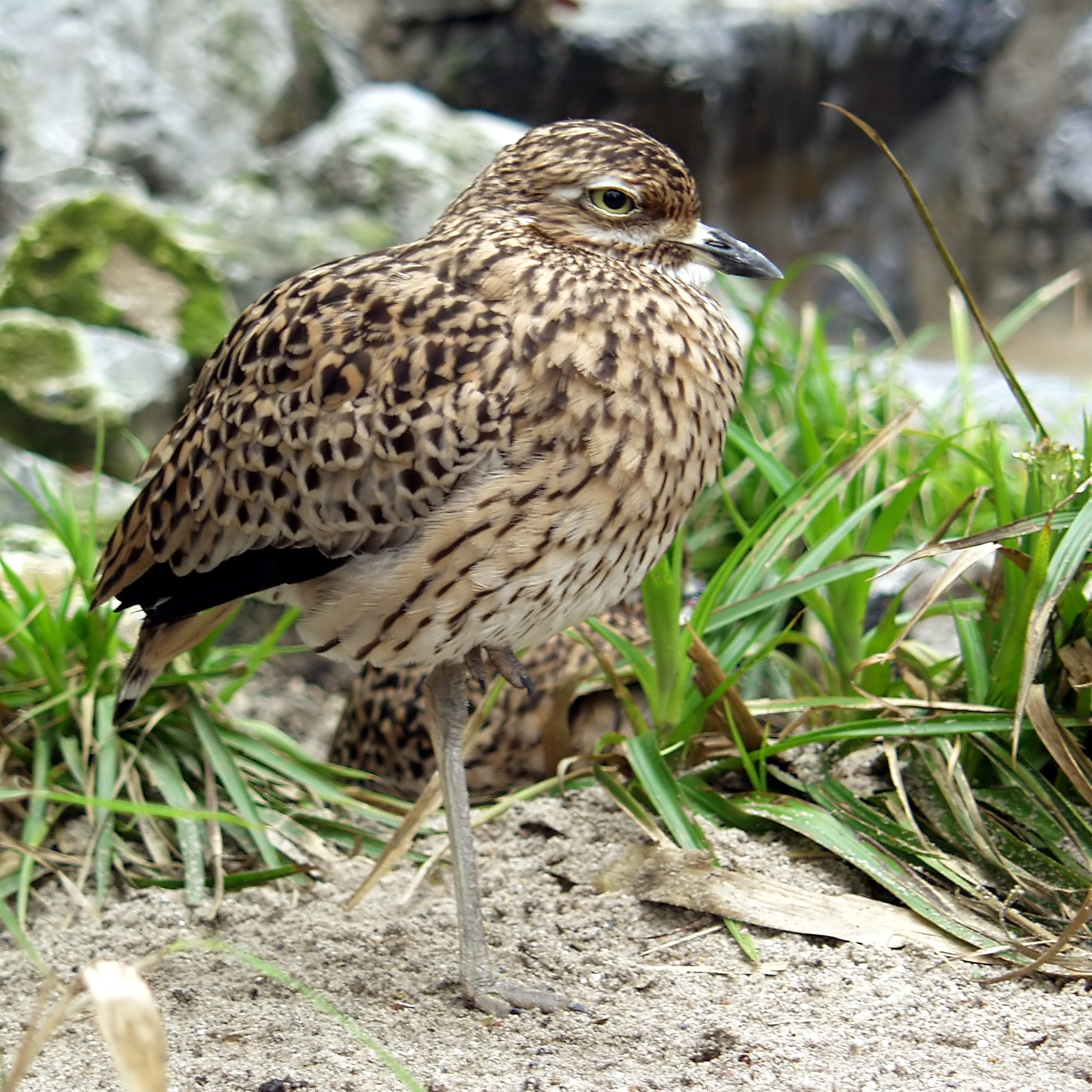
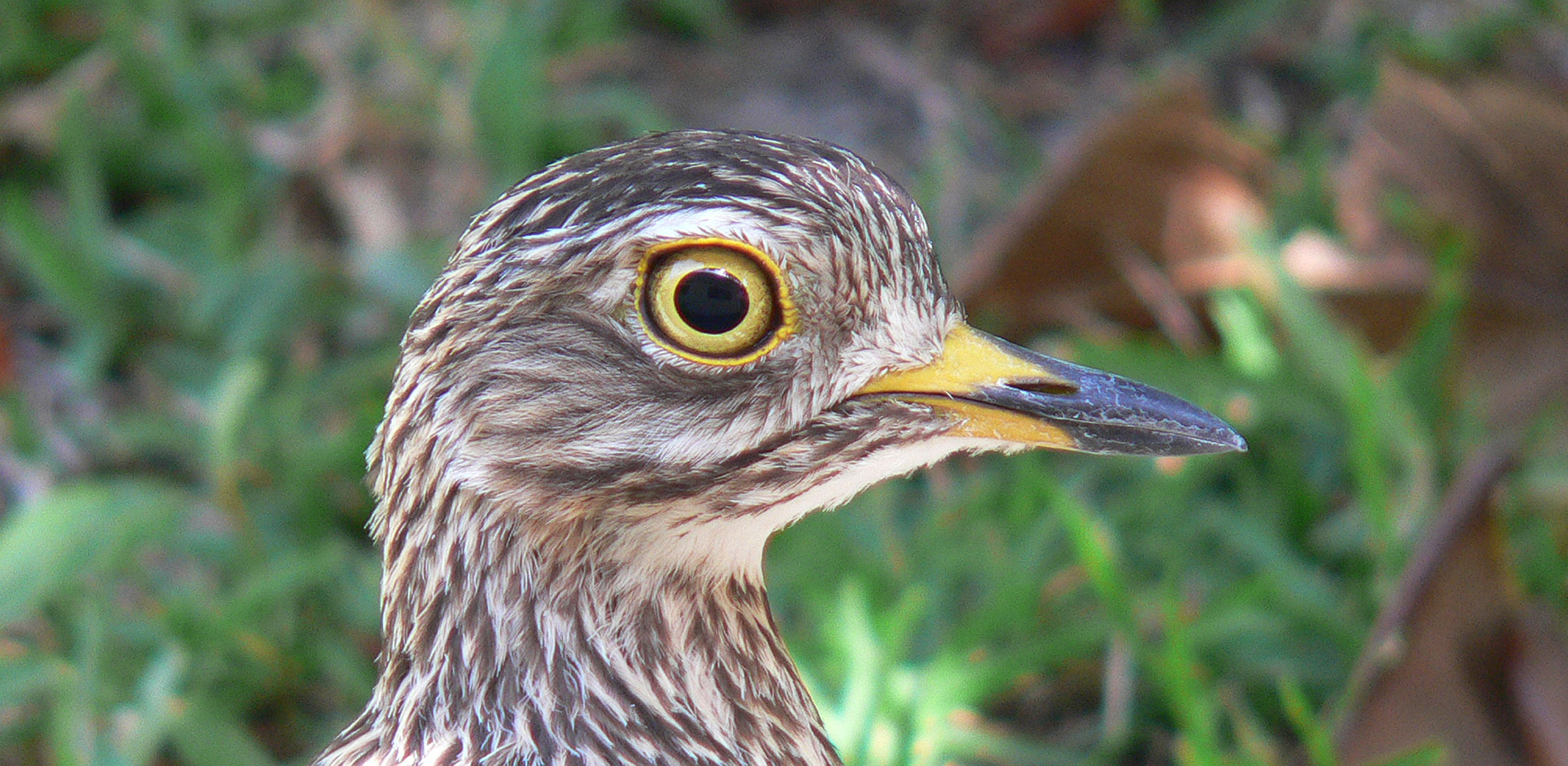
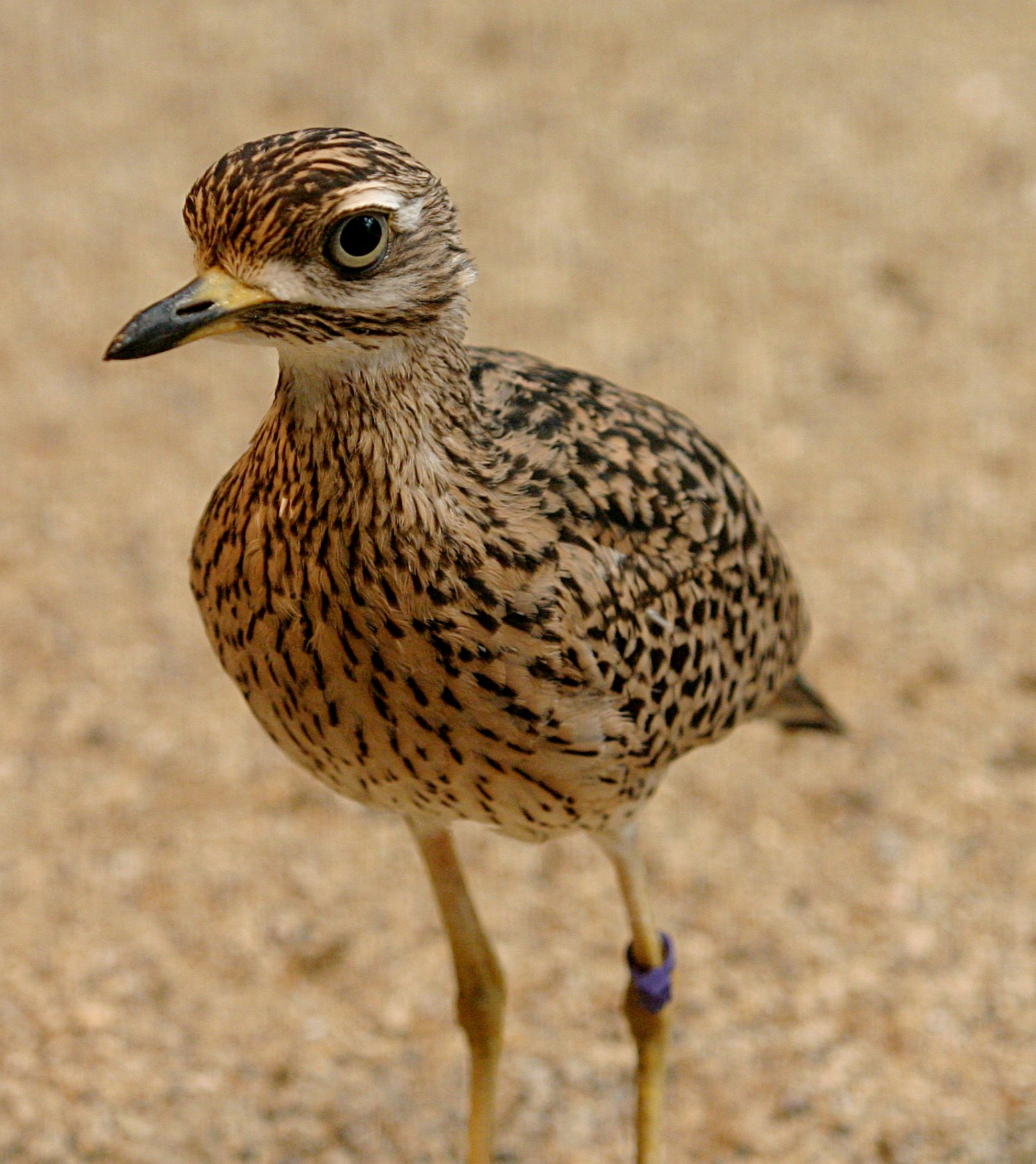